# 岭头乡 (福州市)
岭头乡是中国福建省福州市晋安区已经撤消的一个乡。
岭头乡因地处小北岭口而得名。

## 历史沿革
唐朝，岭头乡属闽县灵山乡遵化里。宋太平兴国六年，改属怀安县。元朝，改为怀安县4都。明万历八年(1508年)，改侯官县灵山乡40都。清朝，归侯官县小北岭区。
中华民国时期，为闽侯县5区(新店区)岭头乡。中华人民共和国成立后，属闽侯县第八区(石牌区)。1962年，归福州市郊区。1970年5月，北峰区成立并改为北峰区岭头公社。1975年3月，北峰区撤销并重新归福州郊区管辖。1984年，改为岭头乡。
2004年，岭头乡并入寿山乡。

## 行政区划
原岭头乡共辖12个行政村，分别是：
石牌村、溪下村、江南竹村、前洋村、岭头村、叶洋村、贵洋村、吾洋村、沙溪村、菜岭村、红庙村、山头顶村。